# Ralph Kaufmann
Ralph Martin Kaufmann (4 de agosto de 1969) é um matemático alemão que trabalha nos Estados Unidos.

## Formação e carreira
Kaufmann estudou matemática, física e filosofia na Universidade de Bonn. Obteve um mestrado em física em 1994, orientado por Werner Nahm, com um doutorado no Instituto Max Planck de Matemática, orientado por Yuri Manin, com uma graduação na Universidade de Bonn em 1997, com a tese "The geometry of the moduli space of pointed curves, the tensor product in the theory of Frobenius manifolds and the explicit Künneth formula in quantum cohomology".
Permaneceu no Instituto Max Planck durante um ano após a graduação, antes de seguir para o Institut des Hautes Études Scientifiques durante um ano.
Em 1999 foi para os Estados Unidos, onde ocupou diversos cargos. Chegoua sua corrente posição na Universidade Purdue em 2007 como professor associado, sendo promovido a full professor em 2012.